# Włodzimierz Nowakowski (aktor)

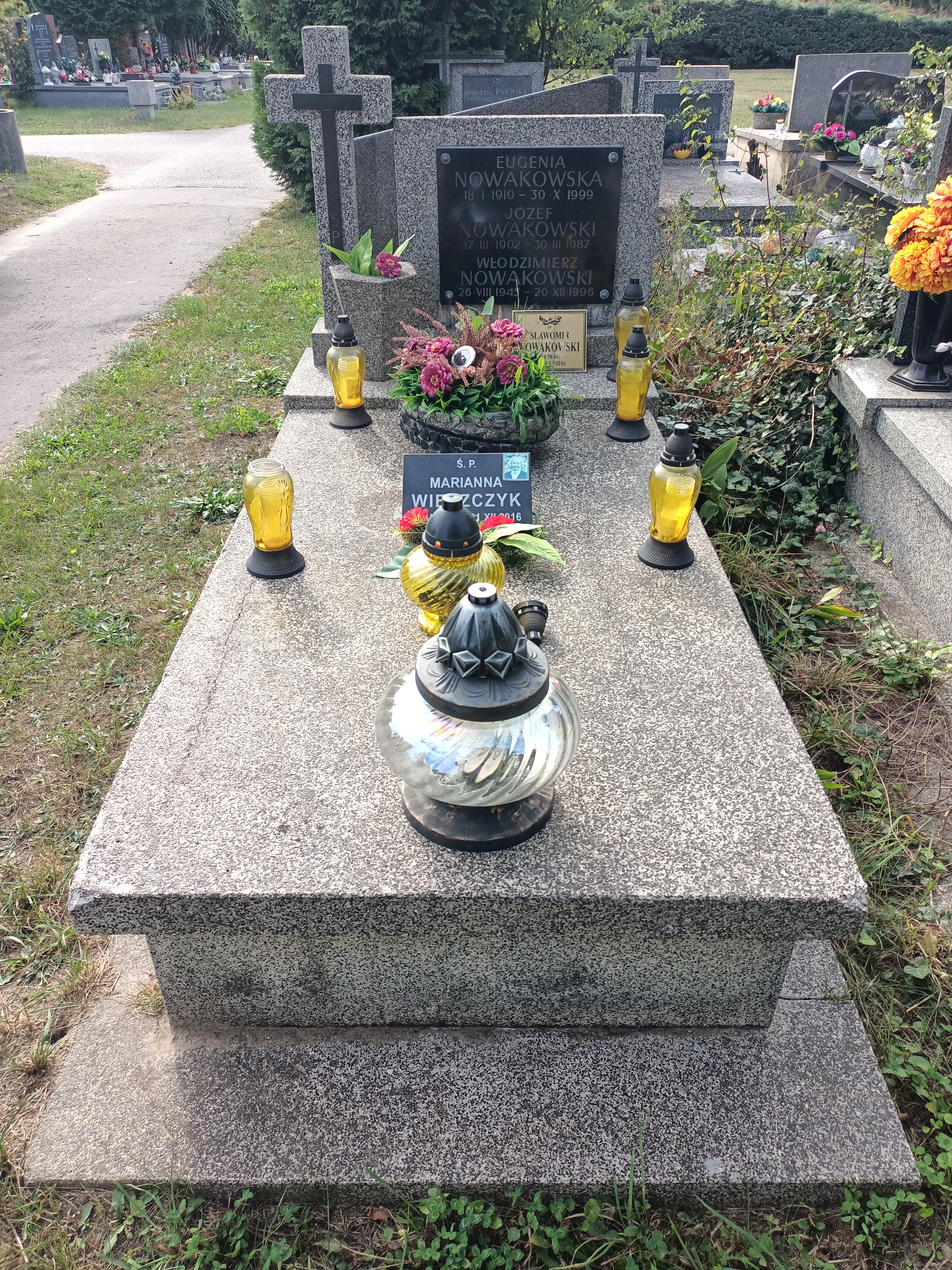
Grób Włodzimierza Nowakowskiego na Cmentarzu Komunalnym Północnym w Warszawie

Włodzimierz Nowakowski (ur. 27 sierpnia 1945 w Warszawie, zm. 20 grudnia 1996 tamże) – polski aktor teatralny, dubbingowy i lektor.
W 1967 roku ukończył studia na PWST w Warszawie. W sezonie 1967/68 występował w Teatrze im. Osterwy w Lublinie, w sezonie 1968/69 w Teatrze Rozmaitości w Krakowie. Od 1969 roku był w zespole Teatru Współczesnego w Warszawie. W zespole tym pozostał do roku 1987. Współpracował z radiem jako lektor, występował w słuchowiskach Teatru Polskiego Radia. W dubbingu często użyczał swego głosu bohaterom filmów animowanych dla dzieci.
Został pochowany na Cmentarzu Komunalnym Północnym w Warszawie (kw. W-II-10-9-23).

## Filmografia
- 1973: Poprzez piąty wymiar – człowiek z przyszłości
- 1977: Raszyn. 1809
- 1980: Powstanie Listopadowe. 1830–1831 – Ksawery Bronikowski
- 1992: A jednak Polska. 1918–1921 – lektor (głos)
- 1994: Królestwo Zielonej Polany – Pasikonik (głos)

## Polski dubbing
- 1997: Freakazoid! – Jack Valenti
- 1997: Szczenięce lata Toma i Jerry’ego –
  - myszy ninja (odc. 36a),
  - uczestnik wyścigu #1 (odc. 36b),
  - Bagnus Chytry Lis (odc. 44c),
  - Gromowładny Super Batman (odc. 50a)
- 1997: Chwila z bajką – mieszkańcy Minnipins (odc. 24)
- 1996: Okruchy dnia – Smith
- 1996: Animaniacy
- 1996–1997: Wesoły świat Richarda Scarry’ego
- 1996: Tropiciele gwiazd – lektor
- 1996: Młoda Pocahontas – Obi
- 1996–1997: Taz-Mania (pierwsza wersja dubbingowa)
- 1996–1997: Myszka Miki i przyjaciele
- 1995–1996: Legendy Wyspy Skarbów – doktor Livesey
- 1995: Tex Avery przedstawia – lektor
- 1995: Pinokio – właściciel pralni (odc. 52)
- 1995: Powrót do przyszłości
- 1995: Przygody Animków – porywacz (odc. 42)
- 1995: Dookoła świata z Willym Foggiem (druga wersja dubbingowa) − Tico
- 1994: Tom i Jerry – lektor (wersja Canal+)
- 1994–1995: Świat królika Piotrusia i jego przyjaciół –
  - rudzik (odc. 8),
  - jeden z gości Jasia Mieszczucha (odc. 9),
  - Tomek (odc. 9),
  - rolnik (odc. 9)
- 1994–1995: Tajna misja – Jimmy (odc. 17-18)
- 1994: Powrót króla rock and „rulla” – Stuey
- 1994: Wyspa Niedźwiedzi − Duszek Ok
- 1993: Muminki – Topik
- 1992: Mahabharata
- 1992–1993: Zwariowane melodie
- 1992: Diplodo – Dziurkacz
- 1992–1993: Nowe przygody Kubusia Puchatka – lektor (odc. 30-31, 32b-34)
- 1992–1995: Troskliwe misie – Gderek (odc. 14, 21-49)
- 1991–1993: Chip i Dale: Brygada RR – lektor (odc. 5)
- 1991–1993: Kacze opowieści (pierwsza wersja dubbingowa) – Wielki Bej, władca Makarunu (odc. 27, 30),
- 1990–1992: Bouli (pierwsza wersja dubbingowa) − Bobsleista
- 1988−1989: Cudowna podróż – chomik Okruszek
- 1988–1990 Scooby i Scrappy Doo (pierwsza wersja dubbingowa) – pan Nash (odc. 3)
- 1988–1990: Wally Gator (pierwsza wersja dubbingowa)
- 1988–1990: Miś Yogi (pierwsza wersja dubbingowa) − kaczątko (odc. 2, 15)
- 1988–1990: Pies Huckleberry (pierwsza wersja dubbingowa)
- 1987: Dookoła świata z Willym Foggiem (pierwsza  wersja dubbingowa) – Tico
- 1985: Mali mieszkańcy wielkich gór – Fox
- 1983: Hotel Polanów i jego goście – doktor Brückner
- 1983ː Goście z galaktyki Arkana – Robert
- 1981: Karkonosz i narciarze[1]
- 1981: Królewicz i gwiazda wieczorna – królewicz Velen[1]
- 1979-1982: Pszczółka Maja –
  - Bzyk (odc. 14),
  - Hieronim (odc. 17),
  - Wij (odc. 20)
- 1979: Ja, Klaudiusz − Herod Agryppa
- 1976: Witia, Masza i morska piechota – Kozłow[2]
- 1974: Trzy orzeszki dla Kopciuszka – Kamil[3]
- 1967: Testament Inków – Haukaropora[4]